# 青春放浪記
『青春放浪記』（せいしゅんほうろうき）は、1978年5月25日にリリースされた中村雅俊の4枚目のオリジナルアルバム。

## 解説
シングル「青春試考」「俺たちの祭」AB面両曲含む、全11曲収録のアルバム。
作家陣に、風の大久保一久や、ムーンライダーズの椎名和夫、マイ・ペースの森田貢、西岡恭蔵も参加している。

## 収録曲

### SIDE 1
1. 青春試考（3分27秒）
  - 作詞:松本隆／作曲:吉田拓郎／編曲:馬飼野康二
  - NTV系「青春ド真中!」主題歌
2. 愁いの雨（3分15秒）
  - 作詞・作曲:大久保一久／編曲:田辺信一
3. 注文の多い恋人よ（2分52秒）
  - 作詞:松本隆／作曲:吉田拓郎／編曲:馬飼野康二
4. 時をひらくと（3分35秒）
  - 作詞:柴田陽平／作曲・編曲:チト河内
5. 流れ雲（3分13秒）
  - 作詞:東海林良／作曲:中村雅俊／編曲:西村誠
6. 夕映えの旅人（3分34秒）
  - 作詞:東海林良／作曲:椎名和夫／編曲:小六禮次郎

### SIDE 2
1. 俺たちの祭（4分32秒）
  - 作詞・作曲:小椋佳／編曲:チト河内
  - NTV系「俺たちの祭」主題歌
2. 自由のサンバ（4分05秒）
  - 作詞・作曲:森田貢／編曲:小六禮次郎
3. 島の子守唄（3分34秒）
  - 作詞:KURO／作曲:西岡恭蔵／編曲:田辺信一
4. ただこの時だけを（3分35秒）
  - 作詞・作曲:小椋佳／編曲:チト河内
  - NTV系「俺たちの祭」挿入歌
5. めぐり逢い（3分09秒）
  - 作詞:東海林良／作曲:平戸勉／編曲:西村誠・小六禮次郎

## 発売履歴
| 発売日        | 規格 | 規格品番   | 備考                               |
| ------------- | ---- | ---------- | ---------------------------------- |
| 1978年5月25日 | LP   | PX-7078    |                                    |
| 1989年6月21日 | CD   | CA-3498    |                                    |
| 1994年4月1日  | CD   | COCA-11624 |                                    |
| 1999年8月25日 | CD   | COCP-30544 | オリジナルアルバムコレクションVOL4 |
| 2021年7月1日  | 配信 |            | AAC 128/320kbps                    |